# Xã Mansfield, Quận Barnes, Bắc Dakota
Xã Mansfield (tiếng Anh: Mansfield Township) là một xã thuộc quận Barnes, tiểu bang Bắc Dakota, Hoa Kỳ. Năm 2010, dân số của xã này là 38 người.